# 貨物200
貨物200（俄语：Груз 200）是蘇聯和後蘇聯國家使用的軍事代號，意思是運送軍人傷亡。正式而言，「貨物200」一詞是軍事術語，專指裝在鍍鋅棺材中用於空運的士兵屍體。非正式地來說，「貨物200」用於代指所有運離戰場的屍體，這個詞也成為了衝突中不可逆人力損失的委婉說法。

## 起源
尚不清楚「貨物200」一詞是何時第一次出現，唯知其在1980年代中期的蘇聯入侵阿富汗戰爭期間投入使用。該術語起源的主要理論是蘇聯國防部於1984年10月8日發佈的第200號令，巧合的是，將空運死去士兵遺體的標準化最大重量設定為200公斤。至1980年代後期，該術語在蘇聯軍隊中得到廣泛使用，產生了相關的代號「貨物300」用於運輸傷員，而「貨物100」則用於運輸彈藥。

## 現代應用
自2014年俄羅斯開始入侵烏克蘭以來，「貨物200」一詞受到了新的國際關注。截至2016年10月，歐安組織特別監測團在兩年半後統計了20多輛帶有「貨物200」字樣的車輛，用於運送死去的俄羅斯僱傭兵及頓巴斯士兵屍體，儘管進入頓巴斯戰爭衝突區的機會有限。烏克蘭內政部網站200rf.com的命名就是引用了「貨物200」一詞，該網站用於宣傳在2022年俄羅斯入侵烏克蘭期間被殺和俘虜的俄羅斯士兵。俄罗斯媒体亦使用“货物200、将军200”嘲讽乌克兰陆军总司令亚历山大·瑟尔斯基。

## 相關軍事術語
- 貨物100（Груз 100）：彈藥
- 貨物300（Груз 300）：傷兵
- 貨物400（Груз 400）：腦震傷或俘虜
- 貨物500（Груз 500）：逃兵
- 貨物600（Груз 600）：超大貨物（英语：Oversize load）或戰俘
- 貨物700（Груз 700）：現金
- 貨物800（Груз 800）：裝載有大規模殺傷性武器的「特別」貨物